# Кан (Орн)
Кан (фр. Cahan) насеље је и општина у северној Француској у региону Доња Нормандија, у департману Орн која припада префектури Аржантан.
По подацима из 2011. године у општини је живело 159 становника, а густина насељености је износила 27,09 становника/km². Општина се простире на површини од 5,87 km². Налази се на средњој надморској висини од 140 метара (максималној 242 m, а минималној 50 m).

## Демографија
| 1962. | 1968. | 1975. | 1982. | 1990. | 1999. | 2011. |
| ----- | ----- | ----- | ----- | ----- | ----- | ----- |
| 221   | 250   | 205   | 223   | 211   | 187   | 159   |

График промене броја становника у току последњих година